# Jianchanggou (sockenhuvudort i Kina, Jilin Sheng, lat 41,77, long 125,33)
Jianchanggou är en sockenhuvudort i Kina. Den ligger i provinsen Jilin, i den nordöstra delen av landet, omkring 240 kilometer söder om provinshuvudstaden Changchun. Antalet invånare är 6 666. Befolkningen består av 3 220 kvinnor och 3 446 män. Barn under 15 år utgör 15,0 %, vuxna 15-64 år 77 %, och äldre över 65 år 6,0 %.
Runt Jianchanggou är det ganska tätbefolkat, med 60 invånare per kvadratkilometer. Närmaste större samhälle är Sankeyushu, 6,0 km sydost om Jianchanggou. Omgivningarna runt Jianchanggou är en mosaik av jordbruksmark och naturlig växtlighet.
Genomsnittlig årsnederbörd är 1 157 millimeter. Den regnigaste månaden är juli, med i genomsnitt 293 mm nederbörd, och den torraste är januari, med 9 mm nederbörd.